# Operating Cash Flow
Der Operating Cash Flow (OCF) ist eine betriebswirtschaftliche Kennzahl, die den Teil des Cash Flows widerspiegelt, der aus der gewöhnlichen Geschäftstätigkeit eines Unternehmens stammt.